# کپلر-۲۲بی

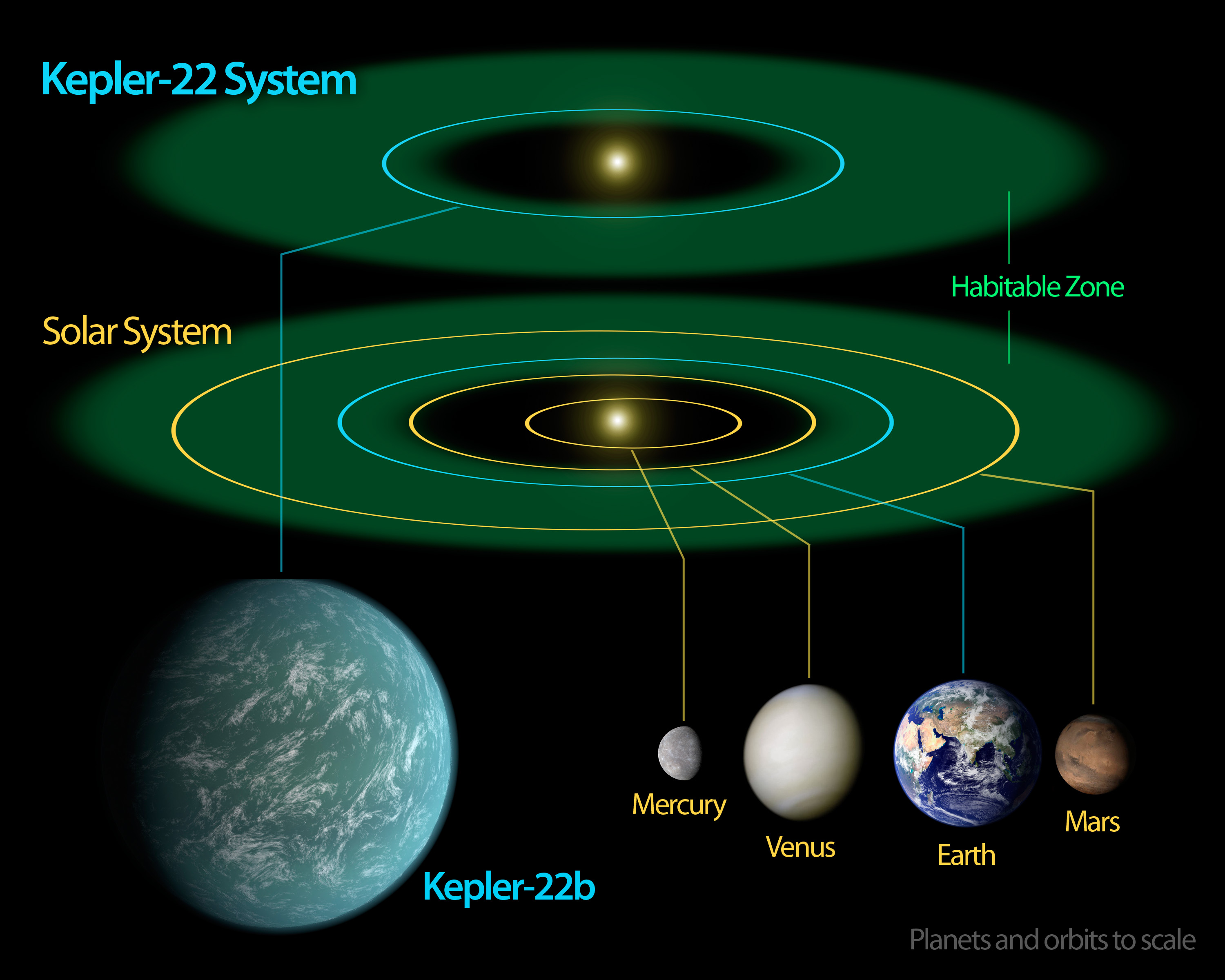
سامانهٔ کپلر-۲۲بی.

کِپلِر-۲۲بی (Kepler-۲۲b) نخستین سیارهٔ فراخورشیدی است که تلسکوپ فضایی کپلر ناسا، گردش مداری آن در محدودهٔ زیست‌پذیر ستاره‌ای مشابه خورشید را تأیید کرده‌است.
کپلر-۲۲بی پیرامون ستارهٔ کپلر-۲۲ می‌گردد و ۶۰۰ سال نوری با زمین فاصله دارد. کشف این سیاره روز ۵ دسامبر ۲۰۱۱ اعلام شد. شعاع این سیاره حدوداً ۲٫۴ برابر شعاع زمین است. عمر، جرم و ترکیب سطح این سیاره هنوز نامعلوم است.
کپلر-۲۲بی هرچند از زمین ما کمی بزرگ‌تر است، اما هر ۲۹۰ روز یک‌بار گردش مداری خودش را به گرد ستارهٔ میزبانش تکمیل می‌کند. این ستاره نیز خود در زیرمجموعه‌ای شامل خورشید، موسوم به ستارگان ردهٔ G طبقه‌بندی می‌شود، هرچند اندکی سردتر و کوچک‌تر از خورشید ماست.
دانشمندان هنوز نمی‌دانند کپلر-۲۲بی یک سیارهٔ سنگی است یا گازی، اما کشف آن ما را قدمی به شناسایی سیاره‌های زمین مانند فراخورشیدی نزدیک‌تر کرده‌است.

## روش کشف
فضاپیمای کپلر یک تلسکوپ فضایی با میدان دید باز است که به طور منظم از ۱۵۰ هزار ستارهٔ موجود در میدان دیدش (که در طول مأموریت ثابت باقی می‌ماند) نورسنجی می‌کند. اگر در اطراف این ستاره‌ها سیاره‌ای در حال گردش باشد و مدارش بر خط دید ما منطبق باشد آن گاه هر بار که سیاره از مقابل ستارهٔ مادرش عبور می‌کند افتی در میزان تابش آن ایجاد می‌شود. به این ترتیب می‌توان با بررسی منحنی نوری ستاره‌ها متوجهٔ حضور یک سیاره در اطراف آن شد و مشخصاتی از آن را به دست آورد.

## مشخصات فیزیکی
کپلر-۲۲بی تقریباً ۲٫۴ برابر شعاع زمین می‌باشد. حجم و سطح این سیاره نامعلوم است. کپلر-۲۲بی شاید یک جهان اقیانوسی باشد. به این معنا که اگر این سیاره سنگی باشد، تمام سطح آن را آب پوشانده است.

### اقلیم و قابلیت سکنی
فاصلهٔ میانگین کپلر-۲۲بی از ستارهٔ میزبان آن (کپلر-۲۲) ۱۵٪ کمتر از فاصلهٔ زمین از خورشید می‌باشد ولی فروزندگی کپلر-۲۲ ۲۵٪ کمتر از خورشید زمین می‌باشد.